# Eczemotellus
Eczemotellus – rodzaj chrząszczy z rodziny kózkowatych i podrodziny zgrzypikowych. 

## Zasięg występowania
Przedstawiciele tego rodzaju występują na Filipinach.

## Systematyka
Do Eczemotellus należą 2 gatunki:
- Eczemotellus barsevskisi
- Eczemotellus subtilipictus